# فیل گرام
فیل گرام (به انگلیسی: Phil Gramm) سناتور سابق عضو حزب جمهوری‌خواه ایالات متحده آمریکا بود. وی در سال ۱۹۸۵ تا ۲۰۰۳ میلادی سناتور ایالت تگزاس در سنای ایالات متحده آمریکا بود.